# Admetos (General)
Admetos (altgriechisch Ἄδμητος Ádmētos; † 332 v. Chr. in Tyros) war ein makedonischer Offizier Alexanders des Großen im 4. vorchristlichen Jahrhundert.
Während der Belagerung von Tyros 332 v. Chr. befehligte Admetos jene Triere, die beim entscheidenden Angriff die königliche Garde (agema) der Schildträger (hypaspistai) bis vor die Stadtmauer von Tyros transportierte. Offenbar war er deshalb auch der Anführer dieser Truppe, die er wohl schon seit 334 v. Chr. geführt hatte. Auf seinem Schiff war auch Alexander persönlich anwesend, unter dessen Augen Admetos die königliche Garde zum Sturmangriff führte. Er war der erste Makedone, der die Stadtmauer überwand, doch wurde er auf der anderen Seite sogleich getötet.